# محوطه جمبولوا آ
محوطه جمبولوا آ مربوط به دوره اشکانیان - دوره ساسانیان است و در شهرستان شوشتر، دهستان میان آب، روستای کنارپیر واقع شده و این اثر در تاریخ ۵ آذر ۱۳۸۰ با شمارهٔ ثبت ۴۲۱۷ به‌عنوان یکی از آثار ملی ایران به ثبت رسیده است.